# پلام‌وود (اوهایو)
پلام‌وود (به انگلیسی: Plumwood) یک منطقهٔ مسکونی در ایالات متحده آمریکا است که در شهرستان مدیسون، اوهایو واقع شده‌است. پلام‌وود ۳۰۶٫۹۴ متر بالاتر از سطح دریا واقع شده‌است.